# Dorfkirche Neuburg

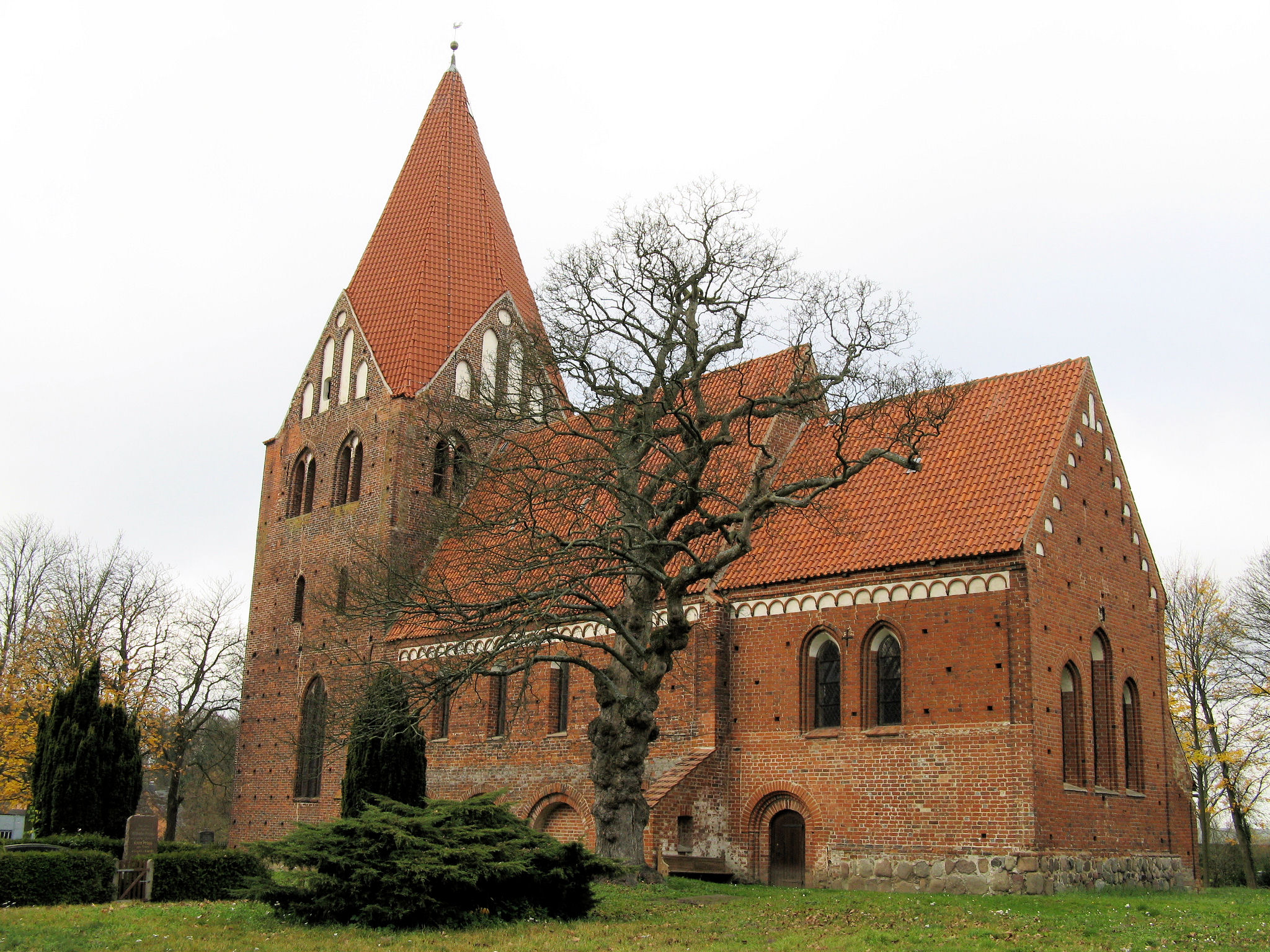
Dorfkirche Neuburg

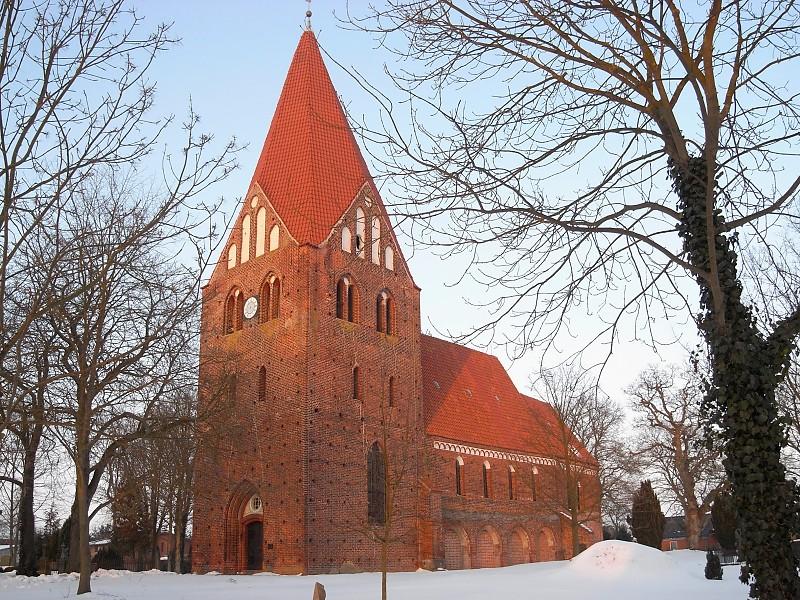
Dorfkirche Neuburg, Ansicht im Winter

Die Dorfkirche Neuburg ist ein denkmalgeschütztes Kirchengebäude in Neuburg im Landkreis Nordwestmecklenburg (Mecklenburg-Vorpommern). Die Evangelisch-Lutherische Kirchengemeinde umfasst 16 Dörfer und hat etwa 550 Gemeindemitglieder. Sie gehört zum Kirchenkreis Mecklenburg in der Evangelisch-Lutherischen Kirche in Norddeutschland.

## Geschichte
Ein Priester für Neuburg wurde 1219 urkundlich erwähnt. Das Gebäude wurde von 1220 bis 1244 als Residenzkirche in Backstein errichtet. Sie ist eine der ältesten Dorfkirchen Mecklenburgs.

Im Mittelalter gehörte sie zum Bistum Schwerin und Präpositur Bützow, heute zur Propstei Bukow des Kirchenkreises Wismar der Mecklenburgischen Landeskirche. Sie hatte 1229 eine eigene Tochterkirche in Dreveskirchen. Um 1266 ist sie aufgrund einer Stiftung von Heinrichs des Pilgers an den Einkünften des Ratsweinkellers in Wismar beteiligt. Die Pfarrer sind seit Fridericus (1219) weitenteils namentlich bekannt.
Seit 1306 stand die Kirche in Neuburg in engem Kontakt mit dem Kloster Doberan, da Fürst Heinrich II. von Mecklenburg 1306 mit dem Doberaner Abt Johannes von Elbing 1306 einen umfangreichen Landtausch durchführte, in dessen Verlauf 14 Hufen in Neuburg samt dem Patronat über die Kirche in Neuburg samt Tochterkirche an das Kloster fielen. Die Tochterkirche in Dreveskirchen wurde durch den Bischof Hermann von Schwerin 1318 abgetrennt und verselbständigt.

## Architektur
Der gewölbte Chor auf einem Granitsockel ist leicht eingezogen. Die zweijochige Sakristei steht an der Nordseite. Der mächtige Westturm mit einem fast quadratischen Grundriss ist so breit wie das Schiff und wurde zum Ende des 14. Jahrhunderts aufgemauert. Er ist regelmäßig gegliedert, der achteckige Helm sitzt über dem mit Blenden gegliederten Giebel. Das Langhaus ist das ursprüngliche Schiff einer Basilika in Anlehnung an die Kirche in Neukloster, deren Seitenschiffe vermutlich um 1300 abgebrochen und nicht wieder ersetzt wurden. Äußerlich erkennt man den Übergangsstil des Langhauses an den Schlitzfenstern, die in deutlichem Gegensatz zu den eindeutig gotischen Fenstern des dreigeschossigen Kirchturms stehen. Die ehemaligen, rundbogigen Arkaden sind durch Mauerwerk verschlossen. Die Kreuzpfeiler mit massigen Vorlagen sind noch gut zu erkennen, darüber sind die Ansätze der ehemaligen Seitenschiffdächer erhalten.
Die Schiff- und Chorwände sind durch kleine spitzbogige Fenster gegliedert. Die Dreifenstergruppe in der Ostwand ist gestaffelt. Der Ostgiebel zeigt paarweise spitzbogige Blenden. Das Westportal wurde im 19. Jahrhundert erneuert. 1980 wurden Fragmente von Wand- und Gewölbemalereien aus unterschiedlichen Epochen aufgedeckt.
Die Reste einer Abendmahldarstellung aus dem 14. Jahrhundert wurde an der Chorsüdseite freigelegt. An der Nordwand des Schiffes wurden Darstellungen des Christophorus und des Georg aus der Zeit um 1400 gefunden. An der Ostwand des Schiffes und im Obergaden sind Darstellungen der Apostel zu sehen, sie wurden in der zweiten Hälfte des 17. Jahrhunderts gemalt. Die gemalten Wandbehänge und die Engel im Chor stammen aus derselben Zeit.

## Ausstattung

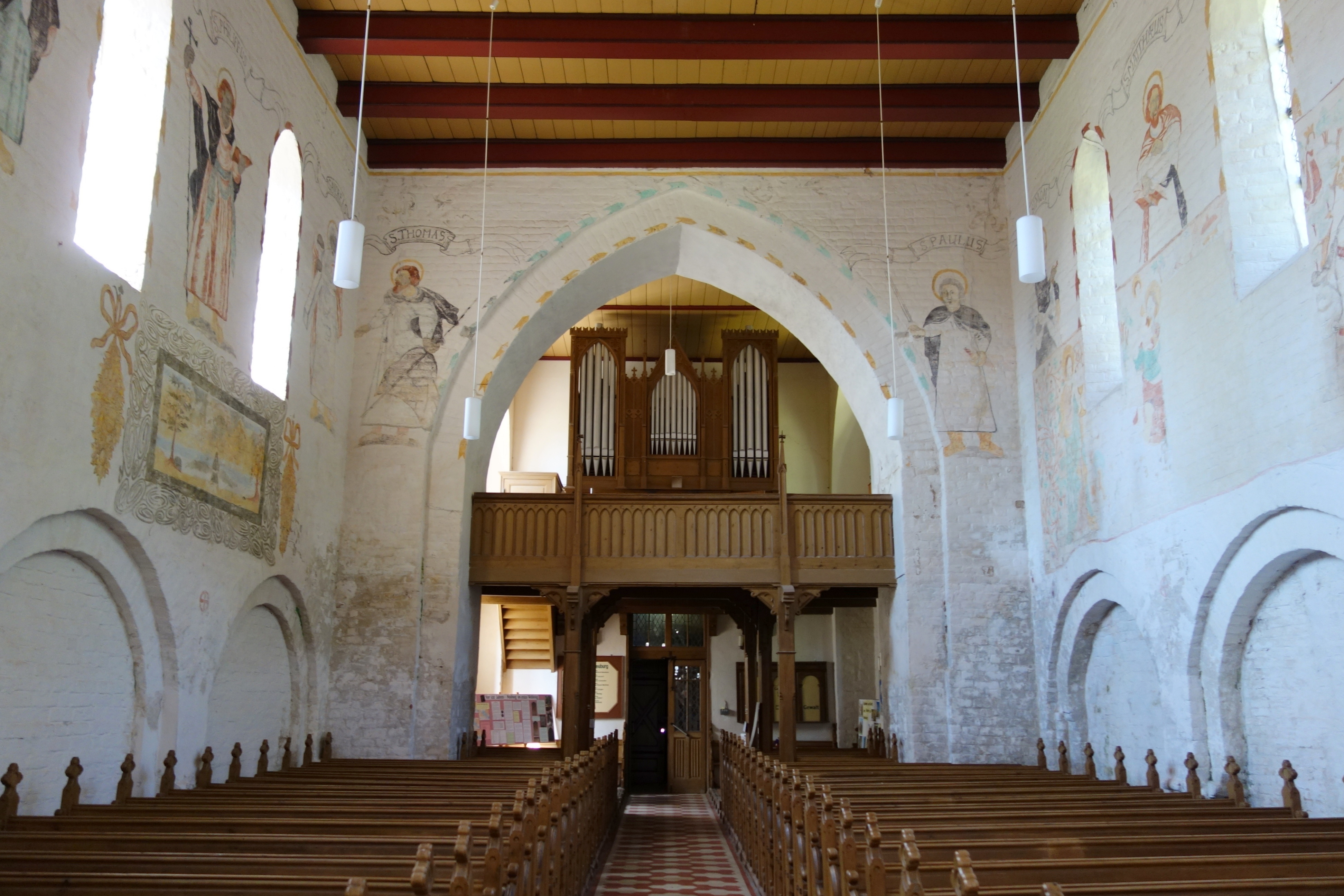
Blick auf die Orgelempore

- Das barocke Altarretabel wurde 1703 angefertigt. Das Gemälde in der Predella zeigt das letzte Abendmahl. Im Hauptfeld steht vor einem Landschaftsgemälde mit der Darstellung von Jerusalem ein Kruzifix aus Holz. Die Figuren von Moses und Aaron stehen zwischen Säulen und flankieren die Szenerie. Das Himmelfahrtsgemälde im Auszug ist von Wolken umrahmt.
- Auf dem Triumphbalken steht eine Triumphkreuzgruppe von der zweiten Hälfte des 15. Jahrhunderts, die nachträglich um zwei Seraphime ergänzt wurde.
- Die reichen Schnitzereien an der Kanzel des 18. Jahrhunderts ähneln denen am Altar.
- Im Chor stehen Fragmente eines Beichtstuhls und der Loge vom 18. Jahrhundert.
- Der Grabstein für den Priester Buchow ist mit 1496 bezeichnet.
- Für David von Plessen († 1598) und Margareta von Krosick ist ein Epitaph mit einer Inschriftentafel und einer Ahnenprobe erhalten.
- Die Orgel mit 11 Registern auf einem Manual wurde 1868 von der Orgelbaufirma Friedrich Friese III aus Schwerin eingebaut.[2]

## Glocken
1899 erwähnt Friedrich Schlie drei im Turm befindliche Glocken, die kleinste von 1820, die mittlere von 1839 sowie die größte und älteste Glocke. In den Weltkriegen mussten die beiden kleineren Glocken für Rüstungszwecke abgegeben werden. Allein die größte durfte im Turm verbleiben. Heute befinden sich ebenfalls drei Glocken im Turm, wobei die zwei kleineren, im Weltkrieg abgegebenen Glocken durch zwei aus dem Jahr 1985 ersetzt wurden.
Eine Besonderheit stellt die größte Glocke dar; sie stammt wohl vom Aussehen her aus der Erbauungszeit bzw. Fertigstellung des Westturmes und wurde wahrscheinlich um 1370 gegossen. Derzeit kann sie aus technischen Gründen nicht geläutet werden. Allein die beiden modernen Glocken läuten regelmäßig zu den Gottesdiensten.
| Glocke | Gießer                  | Gussjahr | Durchmesser | Schlagringstärke | Material | Gewicht ≈ | Nominal |
| ------ | ----------------------- | -------- | ----------- | ---------------- | -------- | --------- | ------- |
| 1      | –                       | ~ 1370   | 1300 mm     | 92 mm            | Bronze   | 1250 kg   | e'-6    |
| 2      | F. P. Schilling, Apolda | 1985     | 990 mm      | 67 mm            | Bronze   | 580 kg    | g'-3    |
| 3      | F. P Schilling, Apolda  | 1985     | 892 mm      | 62 mm            | Bronze   | 450 kg    | a'+0    |

Inschriften Glocke 1:

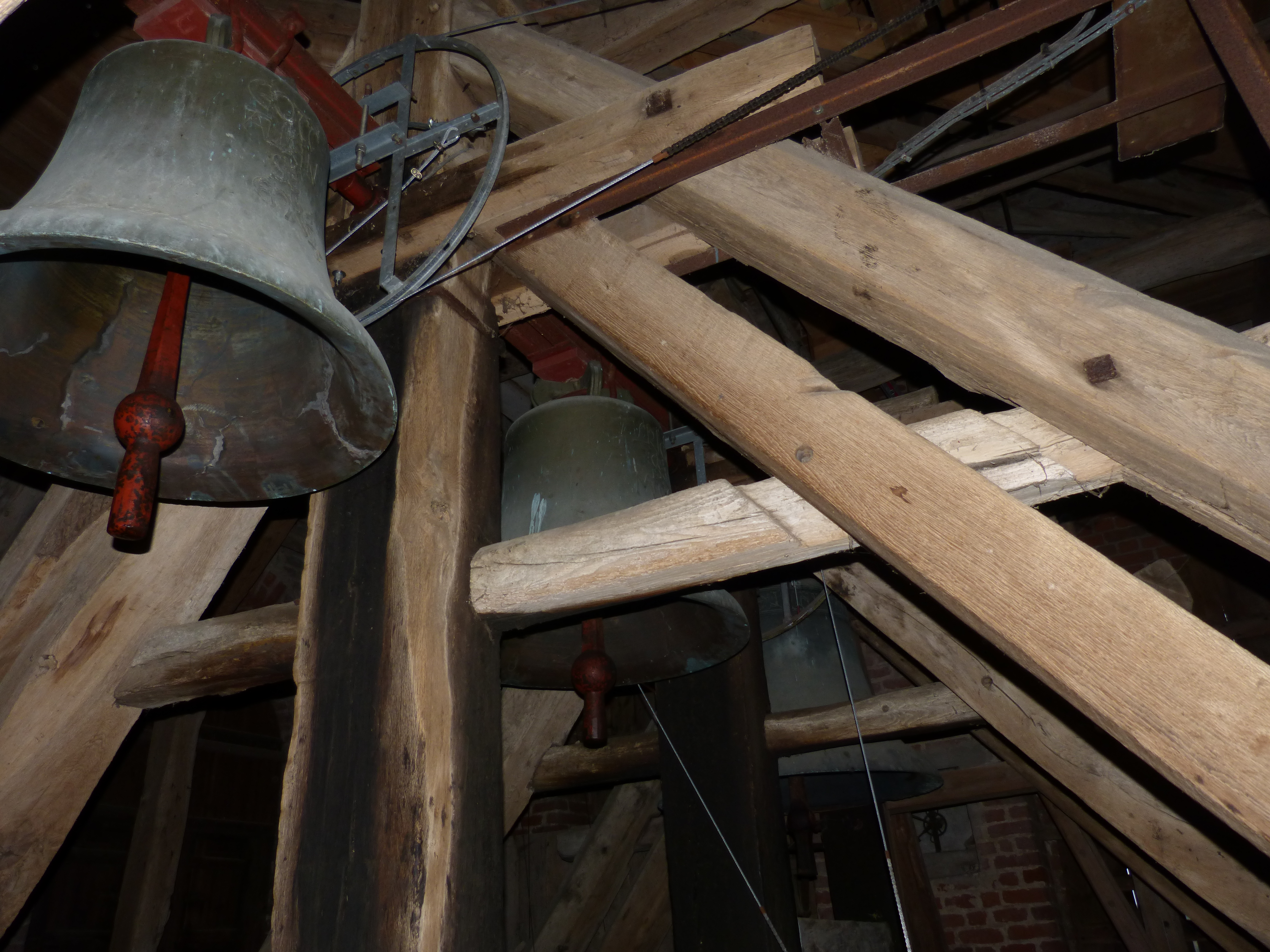
Die Glocken im Turm

An der Schulter eine zwischen drei Stegen oben und unten verlaufende lateinische Inschrift in gespiegelten gotischen Majuskeln:

CONSOLOR VIVA FLEO MORTVA PELLO NOCIVA

(‚Ich tröste das Lebende, ich beweine das Tote, ich vertreibe das Schädliche‘)
Inschriften Glocke 2:

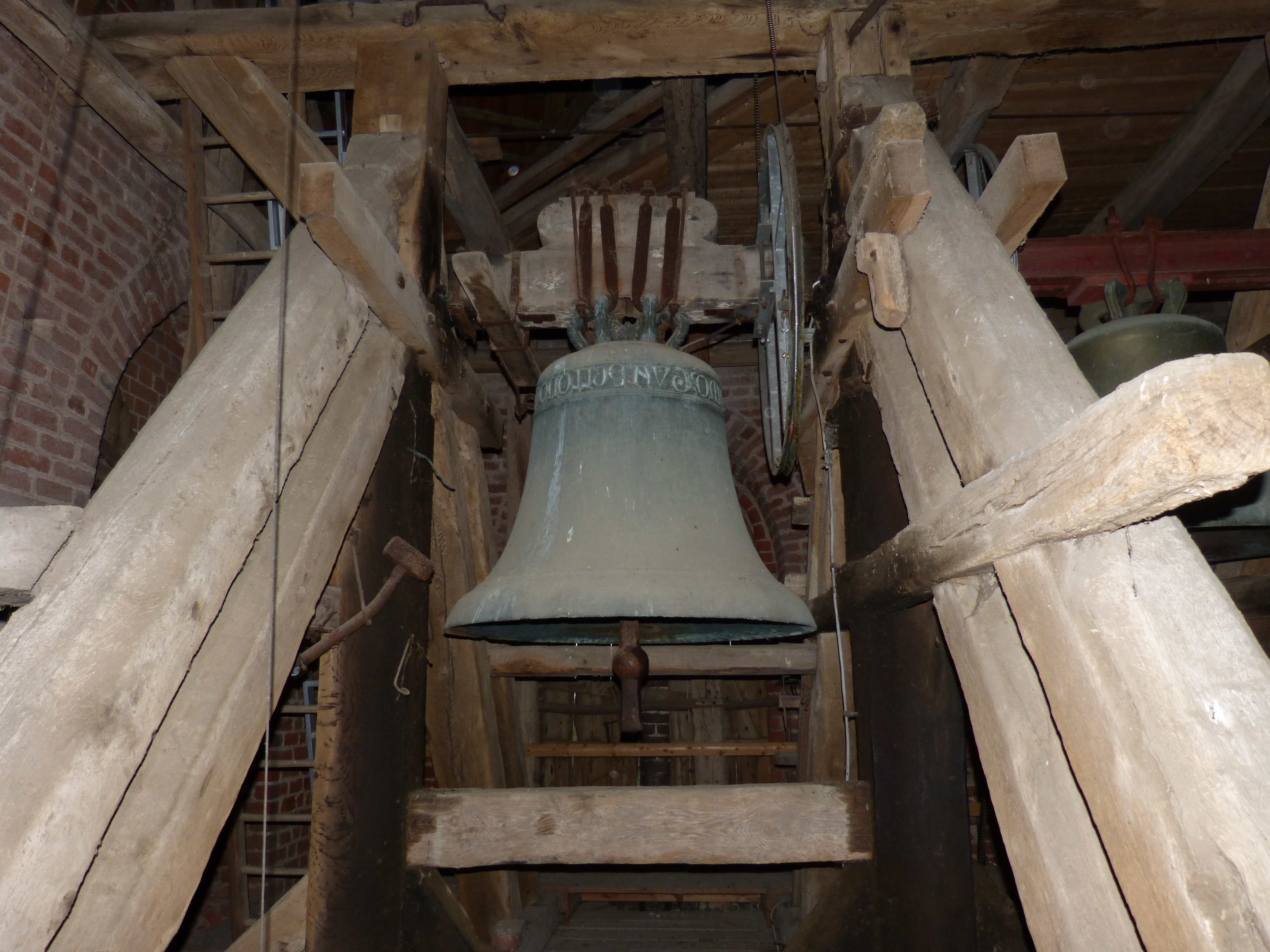
Mittelalterliche Glocke im Turm

An der Vorderseite eine auf der Flanke befindliche Inschrift:

GOTT ALLEIN SEI EHRE

An der Rückseite an der Schulter die Jahreszahl 1985.
Inschriften Glocke 3:

An der Vorderseite eine Inschrift auf der Flanke:

FRIEDE SEI MIT EVCH+

An der Rückseite ebenfalls die Jahreszahl 1985.
Zu den ehemaligen Glocken ist leider nur wenig bekannt. Die größere wurde lt. langer Inschrift unter dem Großherzog Paul Friedrich zur Zeit des Präpositus Toppel 1839 von dem Wismarer Gießer Peter Martin Hausbrandt gegossen, die kleinere, bei der die Inschriften ebenfalls nicht komplett überliefert sind, wurde 1820 von dem Rostocker Gießer Johann Valentin Schultz gegossen.
Allein die Armaturen der Glocken sind noch im Turm aufzufinden.
| Glocke | Gießer                   | Gussjahr | Material |
| ------ | ------------------------ | -------- | -------- |
| 2      | P. M. Hausbrandt, Wismar | 1839     | Bronze   |
| 3      | J. V. Schultz, Rostock   | 1820     | Bronze   |

## Turmuhr

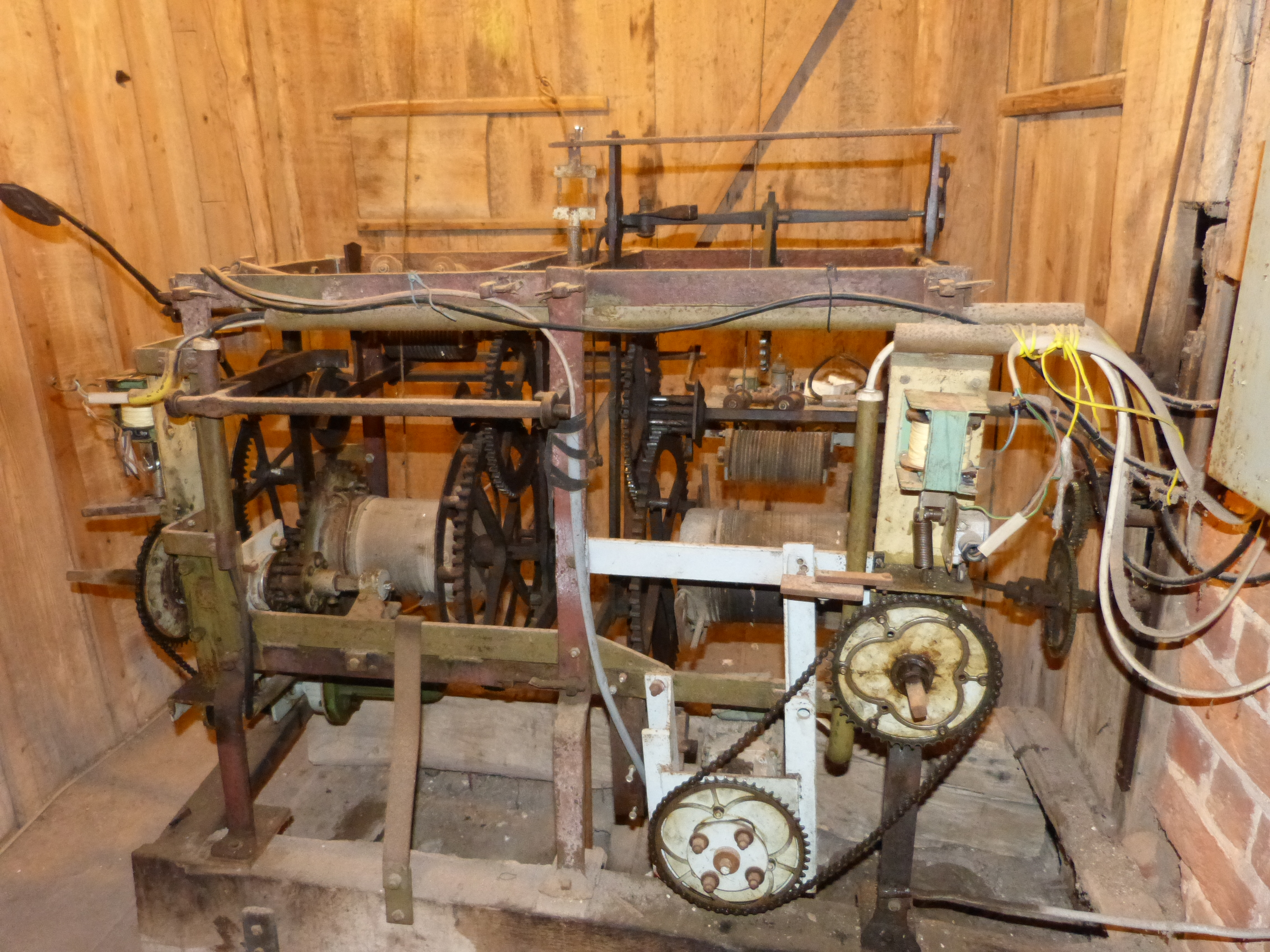
Das Turmuhrwerk

Im Turm befindet sich zudem ein Stockwerk unter den Glocken ein altes, schmiedeeisernes Turmuhrwerk, welches wohl aus dem 18. Jahrhundert stammen könnte. Ausgestattet ist es mit zwei Werken:
- Laufwerk – dieses wird durch ein Pendel und ein Kronrad aus Messing reguliert.
- Stundenschlagwerk – Anzahl der Schläge wird durch eine Schlossscheibe bestimmt. Der Uhrschlag erfolgt auf der mittelalterlichen Glocke.

Leider steht auch dieses seit mehreren Jahren still und ist stark restaurierungsbedürftig. Zudem wurden am gesamten Uhrwerk mehrere Motoren und Kabel befestigt. Auch wurden einige Bestandteile des Uhrwerks wie die Zahnräder aus den beiden Werken herausgenommen und im Inneren des Uhrenkastens, direkt neben dem Uhrwerk, aufgehängt. Das Uhrwerk wurde außerdem noch mit mehreren Farben übermalt.

## Bauzustand
Wegen Destruktionsfäule ist die Dachkonstruktion geschädigt. Durch den Würfelbruch in den Sparren werden Beschädigungen in der Mauerkrone verursacht, die Friese sind gefährdet.
Die Holzbalken der Decke sind hinter den Verkleidungen von Anobiidae befallen.

## Pastoren
Namen und Jahreszahlen bezeichnen die nachweisbare Erwähnung als Pastor.
- 1597 bis etwa 1626 amtierte Caspar Tabbert aus Wismar, der durch seine chronikalische Handschrift bekannt wurde, in der er von Staatsaktionen, Verbrechen und anderen Denkwürdigkeiten zwischen 1590 und 1625 im nördlichen Mecklenburg berichtet.[5]  Die Originalhandschrift sowie eine moderne Abschrift des Manuskripts liegt im Landeshauptarchiv Schwerin[6].
- 1744–1747 Enoch Paschen Zander aus Brüz.

## Burgwall
Etwa 250 Meter südwestlich der Kirche sind Reste des Burgwalls der Burg Neuburg erhalten. Hier wurde ab 1171 eine Anlage errichtet, deren Ausbau zum Sitz des Landesherrn von 1229 bis 1244 vorgenommen wurde. Sie diente als Ersatz für die Burg Ilow. Es sind drei konzentrische Wallringe und ein vorgelagerter Abschnittswall zu sehen.